# Spirillum
En spirillum, flertal spiriller, er spiralformede bakterier.

## Morphology
Medlemmer af slægten Spirillum er store, aflange, spiralformede, stive celler. Nogle har tuer af amfitritisk flagella ved begge poler. De er mikroaerofile og findes normalt i stillestående ferskvand rig på organisk stof.[kilde mangler]